# Виноград (Отинійська селищна громада)
Виногра́д — село в Україні, в Отинійській селищній громаді Коломийського району Івано-Франківської області. Відстань до Коломиї — 40 км.

## Географія
Розташоване воно серед мішаних лісів (зона мішаних лісів). Межує:
- на північному сході — с. Ворона,
- на північному заході — с. Липівка Тисменицького р-ну,
- на заході — с. Камінне Надвірнянського району,
- на сході — селище Отинія, та села Баб'янка та Угорники.

Найвища точка села — Городище.
Через село протікають річки Ворона, Велесничка, Стебник та потічки Млинівка і Давнянка.
Село поділяється на кутки: Городище, Задзвір, Гайдерівка, Ворониця, Забережі.

## Корисні копалини
Глиняний кар'єр.

## Історія
Раніше мало назву Лісний Виноград.
Перша згадка про село відноситься до 1524 р. Як місто, значиться з 1539 р. Мало Магдебурське право. З 1762 р. — село. Назва Виноград трактується як місто вина (Вино-град).
На 01.01.1939 в селі проживало 1880 мешканців, з них 1600 українців-грекокатоликів, 180 українців-латинників, 40 поляків, 50 євреїв і 10 вірменів. Село входило до складу ґміни Віноґрад Коломийського повіту Станиславівського воєводства Польщі.
05.02.1965 Указом Президії Верховної Ради Української РСР передано Виноградську сільраду Тлумацького району до складу Коломийського району.

## Музей
У селі створено музей поету-пісняру Миколі Петровичу Бакаю, який народився у селі Виноград у 1931 році.

## Церква
У 1849 році збудували дерев'яну церкву св. Миколая, яка стоїть сьогодні. Була парафіяльною церквою УГКЦ. Зачинена в радянський період. Служить православній громаді УАПЦ з 1989 року. Настоятель митр. прот. Іван Лаврук.

## Спорт
У селі існує футбольний клуб «Сокіл». Учасник чемпіонату та кубка Городенківського району, а починаючи з сезону 2021/22 — учасник чемпіонату та кубка Коломийського району. 
З 2011 року клуб виступав у І лізі чемпіонату Городенківського району, а також кубку району. Протягом кількох років клуб не займав призових місць і був середняком ліги. У 2013 році Сокіл посів 2 місце чемпіонату і вийшов у плей-оф, де посів лише 4 місце з 6 команд. У 2015—2017 команда не виступала, а її гравці грали за інші клуби. У сезоні 2018/19, йдучи слідом за майбутніми друголіговими чемпіонами, командою Вільхівці, виноградці кваліфікувались до плей-оф. Відбулася і Реорганізація формату плей-оф, де грало лише 4 команди, тому через це клуб задовільнився лише бронзою. У Сезоні 2019/20 команда не виступала, проте вже у другому колі, було вирішено продовжити грати у чемпіонаті замість сусіднього Острівця, за який виступало чимало гравців з Винограда. У сезоні 2020/21 точилась боротьба за чемпіонство з ФК «Торговиця». Лідируючи майже всю другу частину, вирішальні дві останні гри «соколів» стали провальними. В підсумку лише срібло. В кубку команда поступилась чемпіону першої ліги «Рашкову» в 1/4 фіналу. Після першої частини сезону 2021/22 команда посідала 1 місце, але турнір було скасовано через повномасштабне вторгнення Росії.

## Відомі люди
- отець Завадовський Йосиф — парох (УГКЦ) села, посол Галицького сейму 3-го скликання[1]
- Бакай Микола Петрович — поет-пісняр.
- Вільшук Василь Михайлович — скульптор, лауреат Шевченківської нагороди.
- Хомінець Василь Петрович — чинний голова Тернопільської обласної ради, активіст ВО «Свобода».
- Шміґельський Полікарп Романович (1895—1919) — військовик, старшина австро-угорської армії, старшина Української Галицької Армії. всі задзвірські жітілі і граби